# Giorgio Vittorio di Waldeck e Pyrmont
Giorgio Vittorio di Waldeck e Pyrmont (Arolsen, 14 gennaio 1831 – Marienbad, 12 maggio 1893) fu principe di Waldeck e Pyrmont.

## Biografia

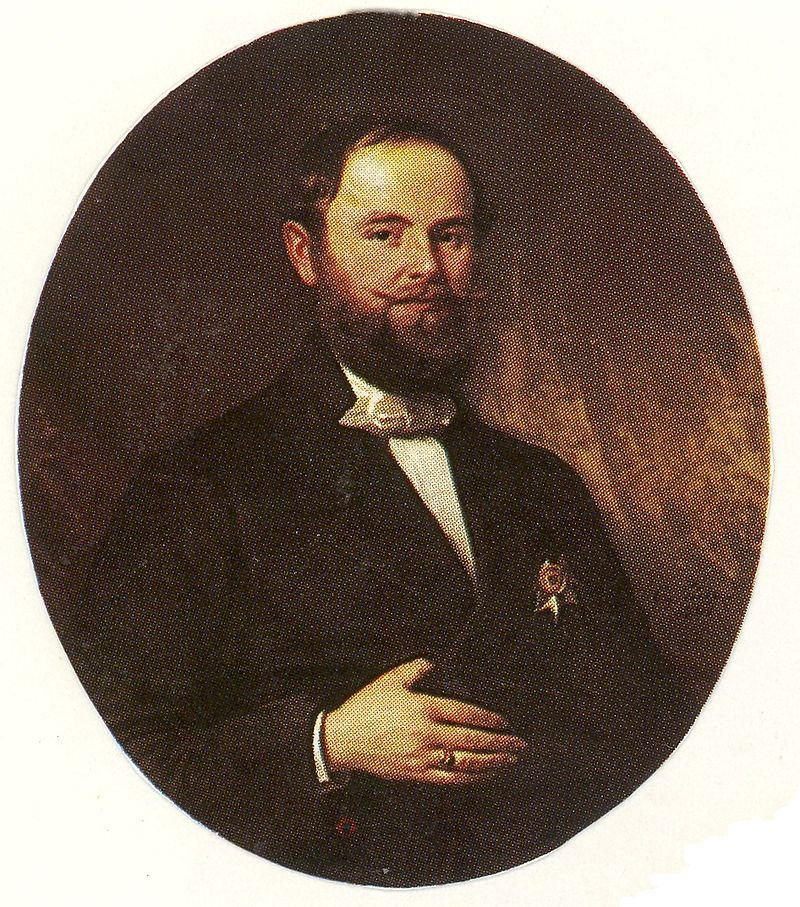
Giorgio Vittorio di Waldeck e Pyrmont in un ritratto del 1860

Nacque a Bad Arolsen, figlio del principe Giorgio II di Waldeck e Pyrmont, e di sua moglie, la principessa Emma di Anhalt-Bernburg-Schaumburg-Hoym.
Succedette al padre come principe, dapprima sotto la tutela della madre, il 15 maggio 1845 e vi rimase sino al 14 gennaio 1852. Durante questi anni tumultuosi adottò una costituzione dopo i moti del 1848-1849, che però variò con un emendamento il 17 agosto 1852, rendendola maggiormente restrittiva nei poteri concessi inizialmente in maniera tanto democratica sotto la pressione dei rivoluzionari.
Nella guerra austro-prussiana si schierò con la Prussia e addirittura giunse a chiedere a Guglielmo I di annettere alla Prussia il principato di Waldeck e Pyrmont per contrastare il crescente potere del vicino granducato d'Assia. Bismarck respinse quest'offerta per questioni diplomatiche, ma tenne sempre ben presente il prezioso alleato. Giorgio Vittorio venne nominato generale di fanteria dell'esercito prussiano.
Morì a Marienbad il 12 maggio 1893.

## Matrimoni e discendenza
Giorgio Vittorio sposò, il 26 settembre 1853, la principessa Elena di Nassau, figlia del duca Guglielmo di Nassau e di Paolina di Württemberg. Ebbero sette figli:
- Sofia (1854-1869);
- Paolina (1855-1925), sposò il principe Alessio di Bentheim e Steinfurt, ebbero otto figli;
- Maria (1857-1882), sposò Guglielmo II di Württemberg, ebbero tre figli;
- Emma (1858-1934), sposò Guglielmo III dei Paesi Bassi, ebbero una figlia;
- Elena (1861-1922), sposò il principe Leopoldo,duca di Albany, ebbero due figli;
- Federico (1865-1946);
- Elisabetta (1873-1961), sposò il principe Alessandro di Erbach-Schönberg, ebbero quattro figli.

Dopo la morte della prima moglie, Giorgio Vittorio si risposò a Luisenlund il 29 aprile 1891 con la principessa Luisa di Schleswig-Holstein-Sonderburg-Glücksburg. Ebbero un figlio:
- Wolrad (1892-1914), morì a Moorslede, in Belgio, nella prima guerra mondiale

## Ascendenza
|                                                |                                                |                                                    | Genitori                                       |  |  | Nonni |  |  | Bisnonni                                    |  |  | Trisnonni                                    |  |
|                                                |                                                |                                                    |                                                |  |  |       |  |  | Carlo Augusto Federico di Waldeck e Pyrmont |  |  | Federico Antonio Ulrico di Waldeck e Pyrmont |  |
|                                                |                                                |                                                    |                                                |  |  |       |  |  | Carlo Augusto Federico di Waldeck e Pyrmont |  |  | Federico Antonio Ulrico di Waldeck e Pyrmont |  |
|                                                |                                                | Luisa del Palatinato-Zweibrücken-Birkenfeld        |                                                |  |  |       |  |  | Carlo Augusto Federico di Waldeck e Pyrmont |  |  |                                              |  |
| Giorgio I di Waldeck e Pyrmont                 |                                                |                                                    |                                                |  |  |       |  |  | Carlo Augusto Federico di Waldeck e Pyrmont |  |  |                                              |  |
|                                                |                                                | Cristiana Enrichetta del Palatinato-Zweibrücken    | Cristiano III del Palatinato-Zweibrücken       |  |  |       |  |  |                                             |  |  |                                              |  |
|                                                |                                                | Cristiana Enrichetta del Palatinato-Zweibrücken    | Cristiano III del Palatinato-Zweibrücken       |  |  |       |  |  |                                             |  |  |                                              |  |
|                                                |                                                | Cristiana Enrichetta del Palatinato-Zweibrücken    | Carolina di Nassau-Saarbrücken                 |  |  |       |  |  |                                             |  |  |                                              |  |
| Giorgio II di Waldeck e Pyrmont                |                                                | Cristiana Enrichetta del Palatinato-Zweibrücken    |                                                |  |  |       |  |  |                                             |  |  |                                              |  |
|                                                |                                                | Cristiano Günther III di Schwarzburg-Sondershausen | Augusto di Schwarzburg-Sondershausen           |  |  |       |  |  |                                             |  |  |                                              |  |
|                                                |                                                | Cristiano Günther III di Schwarzburg-Sondershausen | Augusto di Schwarzburg-Sondershausen           |  |  |       |  |  |                                             |  |  |                                              |  |
|                                                |                                                | Cristiano Günther III di Schwarzburg-Sondershausen | Carlotta Sofia di Anhalt-Bernburg              |  |  |       |  |  |                                             |  |  |                                              |  |
| Augusta di Schwarzburg-Sondershausen           |                                                | Cristiano Günther III di Schwarzburg-Sondershausen |                                                |  |  |       |  |  |                                             |  |  |                                              |  |
|                                                |                                                | Carlotta Guglielmina di Anhalt-Bernburg            | Vittorio Federico di Anhalt-Bernburg           |  |  |       |  |  |                                             |  |  |                                              |  |
|                                                |                                                | Carlotta Guglielmina di Anhalt-Bernburg            | Vittorio Federico di Anhalt-Bernburg           |  |  |       |  |  |                                             |  |  |                                              |  |
|                                                |                                                | Carlotta Guglielmina di Anhalt-Bernburg            | Albertina di Brandeburgo-Schwedt               |  |  |       |  |  |                                             |  |  |                                              |  |
| Giorgio Vittorio di Waldeck e Pyrmont          |                                                | Carlotta Guglielmina di Anhalt-Bernburg            |                                                |  |  |       |  |  |                                             |  |  |                                              |  |
|                                                | Carlo Luigi di Anhalt-Bernburg-Schaumburg-Hoym | Vittorio I di Anhalt-Bernburg-Schaumburg-Hoym      |                                                |  |  |       |  |  |                                             |  |  |                                              |  |
|                                                | Carlo Luigi di Anhalt-Bernburg-Schaumburg-Hoym | Vittorio I di Anhalt-Bernburg-Schaumburg-Hoym      |                                                |  |  |       |  |  |                                             |  |  |                                              |  |
|                                                | Carlo Luigi di Anhalt-Bernburg-Schaumburg-Hoym | Carlotta Luisa di Isenburg-Büdingen-Birstein       |                                                |  |  |       |  |  |                                             |  |  |                                              |  |
| Vittorio II di Anhalt-Bernburg-Schaumburg-Hoym | Carlo Luigi di Anhalt-Bernburg-Schaumburg-Hoym |                                                    |                                                |  |  |       |  |  |                                             |  |  |                                              |  |
|                                                |                                                | Amalia Eleonora di Solms-Braunfels                 | Federico Guglielmo di Solms-Braunfels          |  |  |       |  |  |                                             |  |  |                                              |  |
|                                                |                                                | Amalia Eleonora di Solms-Braunfels                 | Federico Guglielmo di Solms-Braunfels          |  |  |       |  |  |                                             |  |  |                                              |  |
|                                                |                                                | Amalia Eleonora di Solms-Braunfels                 | Sofia di Solm-Laubach                          |  |  |       |  |  |                                             |  |  |                                              |  |
| Emma di Anhalt-Bernburg-Schaumburg-Hoym        |                                                | Amalia Eleonora di Solms-Braunfels                 |                                                |  |  |       |  |  |                                             |  |  |                                              |  |
|                                                |                                                | Carlo Cristiano di Nassau-Weilburg                 | Carlo Augusto di Nassau-Weilburg               |  |  |       |  |  |                                             |  |  |                                              |  |
|                                                |                                                | Carlo Cristiano di Nassau-Weilburg                 | Carlo Augusto di Nassau-Weilburg               |  |  |       |  |  |                                             |  |  |                                              |  |
|                                                |                                                | Carlo Cristiano di Nassau-Weilburg                 | Augusta Federica Guglielmina di Nassau-Idstein |  |  |       |  |  |                                             |  |  |                                              |  |
| Amalia di Nassau-Weilburg                      |                                                | Carlo Cristiano di Nassau-Weilburg                 |                                                |  |  |       |  |  |                                             |  |  |                                              |  |
|                                                |                                                | Carolina d'Orange-Nassau                           | Guglielmo IV di Orange-Nassau                  |  |  |       |  |  |                                             |  |  |                                              |  |
|                                                |                                                | Carolina d'Orange-Nassau                           | Guglielmo IV di Orange-Nassau                  |  |  |       |  |  |                                             |  |  |                                              |  |
|                                                |                                                | Carolina d'Orange-Nassau                           | Anna di Hannover                               |  |  |       |  |  |                                             |  |  |                                              |  |
|                                                |                                                | Carolina d'Orange-Nassau                           |                                                |  |  |       |  |  |                                             |  |  |                                              |  |